# 수퍼눕스
수퍼눕스 (Supernoobs)는 DHX Media에서 Cartoon Network 및 Teletoon을 위해 제작한 캐나다 애니메이션 TV 시리즈이다.

## 줄거리
중학교를 다니면서 사악한 암살자와 싸우는 네 명의 사람들의 이야기.